# 퀸투스 세르토리우스

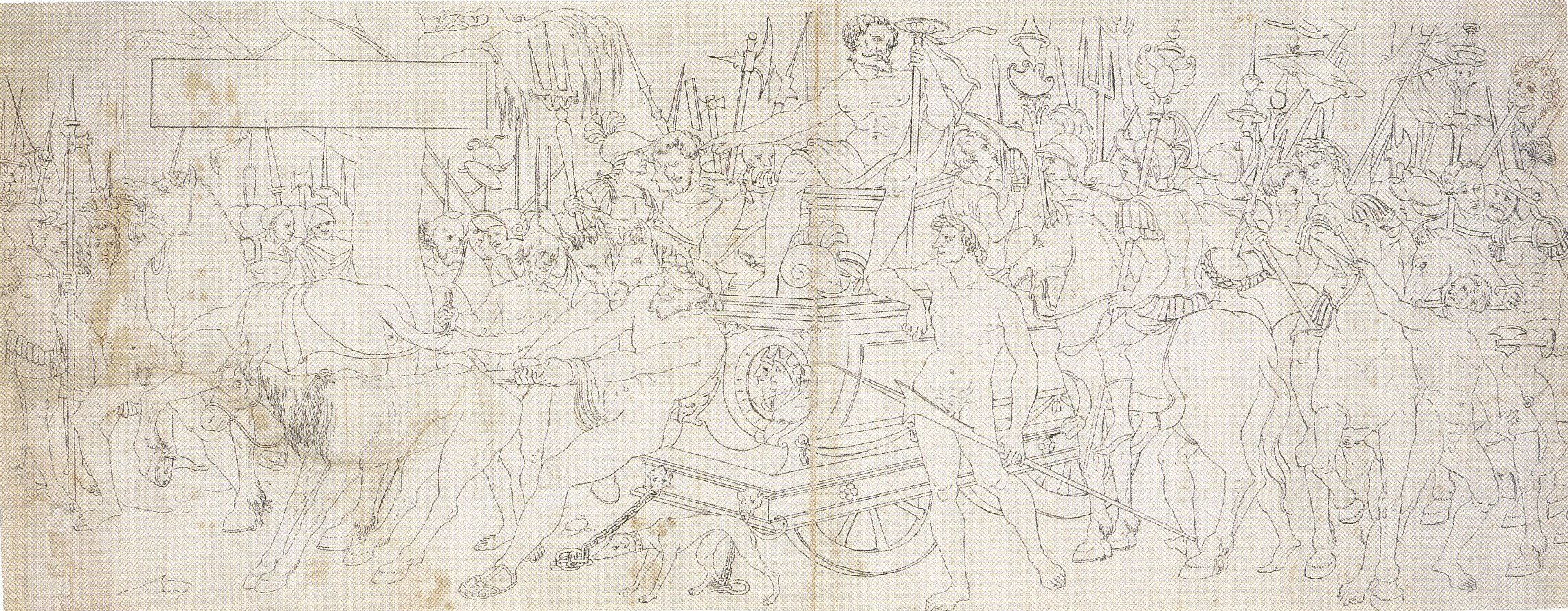

퀸투스 세르토리우스(Quintus Sertorius, 기원전 72년 죽음)는 로마 공화정시대의 장군이자 정치가였다.
세르토리우스는 누미디아에서 태어났다고 하며 군사적 재능으로 용맹을 떨쳤다. 가이우스 마리우스의 부하로 기원전 102년 테우토네스족을 물리치는 데 공을 세웠고 기원전 97년에는 히스파니아에서 복무하였다.
기원전 91년 동맹시 전쟁이 벌어졌을 때 갈리아에서 로마를 위해 신병을 모집하고 훈련하는 일을 수행했고 그때 한쪽 눈을 잃었다. 전쟁이 끝나고 로마에서 호민관에 도전했는데 무슨 이유에서인지 술라가 그를 반대했고 그때부터 술라와 사이가 좋지 않았다. 기원전 87년 술라파와 마리우스파 사이에 내전이 일어나자 세르토리우스는 마리우스를 별로 좋아하지는 않았지만 마리우스의 복귀를 도왔다. 마리우스가 로마에서 복수의 숙청을 벌일 때 그는 킨나를 설득하여 마리우스의 노예부대를 해산하도록 하기도 했다.
기원전 83년 술라가 동방에서 돌아와 반격을 개시하자 세르토리우스는 전직집정관 자격으로 히스파니아로 물러났다. 술라의 로마정부는 그를 인정하지 않았지만 그는 히스파니아에서 기반을 다졌고 술라가 2개 군단을 파견해서 공격하자 결국 북아프리카의 마우레타니아로 물러났다. 마우레타니아에서 술라의 장군을 격파하고 이 일로 반-술라파의 영웅으로 떠올랐고 인기를 얻었다. 세르토리우스는 기원전 80년에 히스파니아로 돌아왔는데, 그의 용맹과 웅변술에 반한 로마의 많은 망명자들과 도망병들뿐만 아니라 히스파니아인들도 한니발의 부활이라면서 그를 지지했다. (세르토리우스도 한니발처럼 애꾸눈이었다.)
그는 곧 히스파니아 울테리오르의 술라파 총독 퀸투스 메텔루스 피우스를 몰아내고 히스파니아 거의 전역을 지배했다. 이후 마르쿠스 레피두스가 술라에 대항해 반란을 일으켰으나 실패하자 레피두스의 부하들이 히스파니아로 건너와 세르토리우스와 합세하였다. 기원전 77년 폼페이우스가 로마 군대를 이끌고 히스파니아로 와서 메텔루스 피우스와 함께 세르토리우스를 공격했으나 그는 수년 동안 게릴라 전술을 벌였고 이를 잘 막아내었다.
그러나 결국 그도 점점 궁지에 몰리게 되고 기원전 72년에 부하 장교들의 음모에 의해 살해당했다.

## 같이 보기
- 플루타르코스
- 아피아노스